# Live in Hellvetia
Live in Hellvetia je druhé koncertní album německé power metalové kapely Freedom Call vydané 23. června 2011. Album bylo nahráno v roce 2010 na koncertu ve Švýcarsku.

## Seznam skladeb
| Disk 1         | Disk 1                      | Disk 1 |
| Pořadí         | Název                       | Délka  |
| -------------- | --------------------------- | ------ |
| 1.             | We are one                  | 5:20   |
| 2.             | United Alliance             | 6:17   |
| 3.             | Thunder God                 | 4:35   |
| 4.             | Tears of Babylon            | 4:08   |
| 5.             | Blackened Sun               | 4:50   |
| 6.             | Queen of my world           | 5:25   |
| 7.             | Out of the ruins            | 4:58   |
| 8.             | Hunting High and Low        | 4:08   |
| 9.             | Drum Solo                   | 3:59   |
| 10.            | Metal Invasion              | 8:05   |
| 11.            | Merlin - Requiem            | 3:28   |
| 12.            | Merlin - Legend of the Past | 4:59   |
| 13.            | The Quest                   | 9:19   |
| 14.            | Warriors                    | 4:38   |
| 15.            | A Perfect Day               | 6:29   |
| 16.            | Far Away                    | 4:42   |
| 17.            | Mr. Evil                    | 7:50   |
| 18.            | Land of Light               | 5:06   |
| 19.            | Freedom Call                | 7:45   |
| 20.            | Hymn to the Brave           | 8:56   |
| Celková délka: | Celková délka:              | 115:37 |

| Disk 2         | Disk 2                            | Disk 2 |
| Pořadí         | Název                             | Délka  |
| -------------- | --------------------------------- | ------ |
| 1.             | Interview                         | 19:57  |
| 2.             | Ein Tag im Leben von Freedom Call | 29:54  |
| 3.             | Tourimpressionen und vieles mehr  | 40:00  |
| Celková délka: | Celková délka:                    | 89:51  |

| CD 1           | CD 1                 | CD 1  |
| Pořadí         | Název                | Délka |
| -------------- | -------------------- | ----- |
| 1.             | We are one           | 5:20  |
| 2.             | United Alliance      | 6:17  |
| 3.             | Thunder God          | 4:35  |
| 4.             | Tears of Babylon     | 4:08  |
| 5.             | Blackened Sun        | 4:50  |
| 6.             | Queen of my world    | 5:25  |
| 7.             | Out of the ruins     | 4:58  |
| 8.             | Hunting High and Low | 4:08  |
| 9.             | Drum Solo            | 3:59  |
| Celková délka: | Celková délka:       | 48:55 |

| CD 2           | CD 2                        | CD 2  |
| Pořadí         | Název                       | Délka |
| -------------- | --------------------------- | ----- |
| 1.             | Metal Invasion              | 8:05  |
| 2.             | Merlin - Requiem            | 3:28  |
| 3.             | Merlin - Legend of the Past | 4:59  |
| 4.             | The Quest                   | 9:19  |
| 5.             | Warriors                    | 4:38  |
| 6.             | A Perfect Day               | 6:29  |
| 7.             | Far Away                    | 4:42  |
| 8.             | Mr. Evil                    | 7:50  |
| 9.             | Land of Light               | 5:06  |
| 10.            | Freedom Call                | 7:45  |
| 20.            | Hymn to the Brave           | 8:56  |
| Celková délka: | Celková délka:              | 53:47 |

## Obsazení
- Chris Bay – zpěv, kytara
- Lars Rettkowitz – kytara
- Samy Saemann – basová kytara
- Klaus Sperling – bicí